# 落星墩
29°26′54″N 116°04′50″E / 29.44833°N 116.08056°E

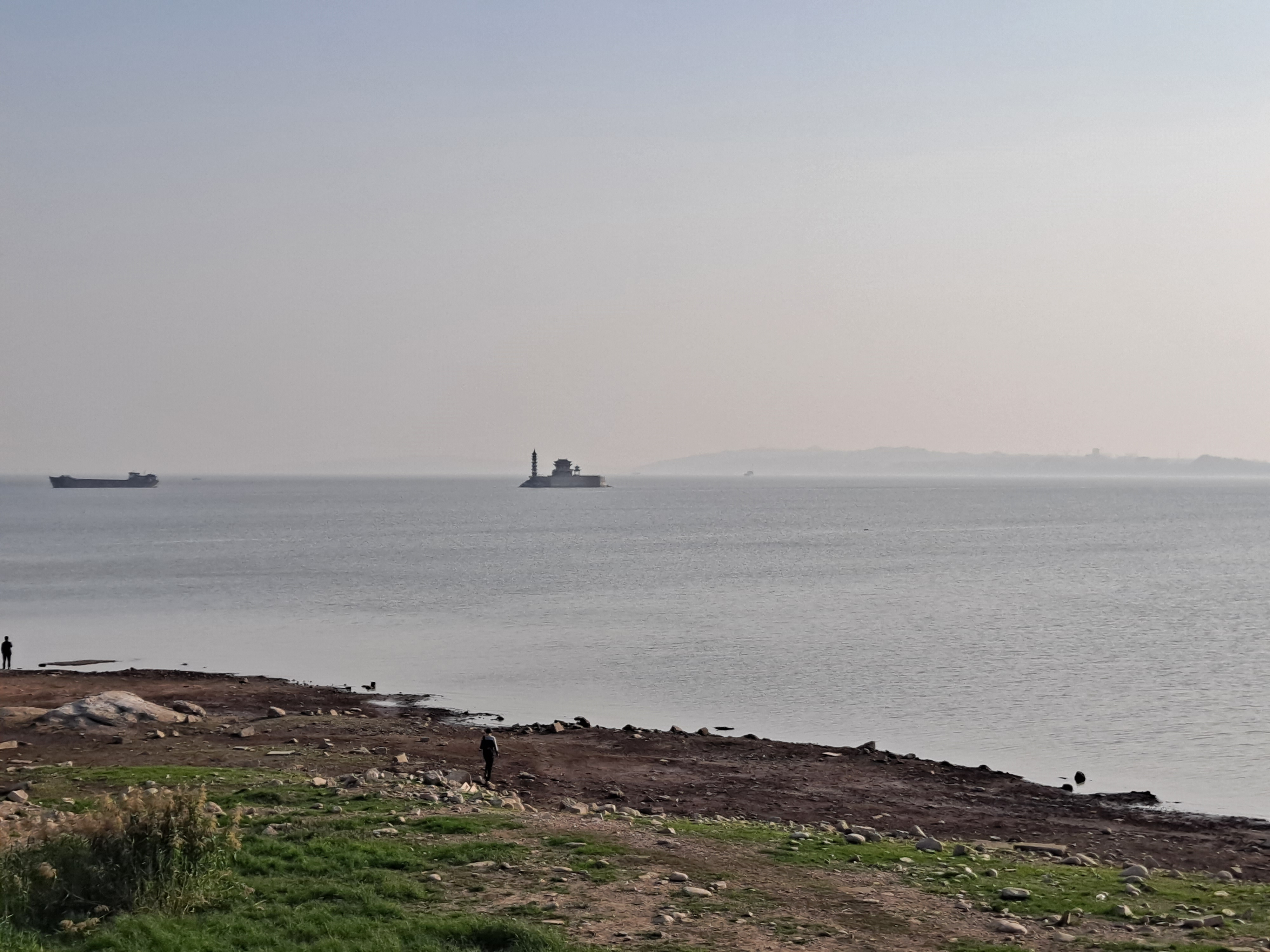
远眺落星墩

落星石，又名落星墩，亦称德星山，历史悠久。位于星子县紫阳堤南二里湖中心，是星子县地标性建筑和象征性文物古迹，与湖口县大孤山（又名鞋山）遥相呼应。

## 相关记载
水经注：湖中有落星石，周回百余步，高五丈，上生竹木。传曰：有星坠此，因以名焉。又有孤石，介立大湖中，周回一里，竦立百丈，矗然高峻，特为瑰异。上生林木，而飞禽罕集，言其上有玉膏可采，所未详也。耆旧云；昔禹治洪水至此，刻石纪功，或言秦始皇所勒，然岁月已久，莫能合辨之也。
太平御览：《浔阳记》曰：蠡湖西湾，夏秋水渺涨，商徒萦纡牵舟循绕，人力疲劳，号为西疲湾，亦云西湾。又有白沟湾，亦在湖西，泛涨惊波似雪，汹涌沟湾，因是名焉。又有落星湾，湾内有落星石，周围百步许。又有神林，下有庙，祈福而获前进，由是名焉。又有女儿庙，祈祷亦有灵应，即不许，所值亦无害。
全唐文：祖僧六叶雁其下，瑉石一拳星其上（庐山湾落星石上有佛舍）。

## 历史
北魏郦道元所著《水经注》：“落星石，周蛔百余步，高五丈，上生竹木。传曰有星坠此以名焉。”星子二字得名。
陶渊明诗《游斜川》写道：“若夫曾城，傍无依接，独秀中皋。”曾城，即落星墩。
大和三年(931年)，吴杨溥封落星石为“宝石山”。唐乾宁年间，昭宗李晔敕令建禅寺于上，赐匾额“福星龙安院”，又称“法安院”，俗称“落星寺”。
寺有清晖阁、玉京轩、西轩浮玉楼等。黄庭坚《龙图老翁来赋诗》，即指宋龙图阁学士吴仲庶更西轩名为“岚漪”并书二字并刻于石上之事。明天顺年间重建。万历年间，参议于世懋复建浮玉楼。连州廖叶改落星石为“德星山”，寺院随之改称德星寺。
南唐释齐已，宋范仲淹、欧阳修、王安石、黄庭坚、程公辟、蒋颖叔、朱熹、陆九渊，元揭俣斯，明刘杼德、罗洪先，清张维屏、翁方纲等，都留下众多作品。
王安石七律《落星寺在南康军中》曰：“穿云台殿起崔嵬，万里长江一酒杯。坐见山川吞日月，杏无车马送尘埃。雁飞云路声低过，客近天门梦易回。胜概惟诗可收拾，不才羞作等闲来。”，形容落星墩的胜景。“万里长江一酒杯”成为了落星墩的专属称号
鄱阳湖星子水域，每当枯水期时，湖心标志性景观落星墩呈现“水落石出”的奇特状景。